# Tipula (Acutipula) acanthophora
Tipula (Acutipula) acanthophora is een tweevleugelige uit de familie langpootmuggen (Tipulidae). De soort komt voor in het Palearctisch gebied.